# Gordon J. Garradd
Gordon J. Garradd je avstralski astronom, * 1959.

## Delo
Odkril je številne komete in asteroide. Med bolj znanimi odkritimi kometi je komet 186P/Garradd. Deluje na Observatoriju Siding Spring.
Odkril je štiri nove v Velikem Magellanovem oblaku .
Ukvarja se tudi s fotografijo.
Njemu v čast so poimenovali asteroid 5066 Garradd.